# 1501
| 1501               |
| ------------------ |
| Dødsfald - Fødsler |
|                    |

| Gregoriansk kalender | 1501 MDI                |
| Ab urbe condita      | 2254                    |
| Armensk kalender     | 950 ԹՎ ՋԾ               |
| Kinesiske kalender   | 4197 – 4198 庚申 – 辛酉 |
| Etiopisk kalender    | 1493 – 1494             |
| Jødisk kalender      | 5261 – 5262             |
| Hindukalendere       |                         |
| - Vikram Samvat      | 1556 – 1557             |
| - Shaka Samvat       | 1423 – 1424             |
| - Kali Yuga          | 4602 – 4603             |
| Iransk kalender      | 879 – 880               |
| Islamisk kalender    | 906 – 908               |

Konge i Danmark: Hans 1481-1513
Se også 1501 (tal)

## Begivenheder
- Svenske bønder og adelsmænd rejser sig mod unionskongen Hans og vælger for anden gang Sten Sture til rigsforstander. Dronning Christine belejres på Stockholm Slot.
- Franske og spanske tropper angriber på samme tid kongeriget Napoli. Paven støtter krigen.
- Vasco da Gama vender hjem til Portugal efter at have fundet søvejen til Indien.
- Der dannes en aliance mellem England og Spanien da den spanske prinsesse, Katharina af Aragonien og kong Henrik 7.'s ældste søn, Arthur Tudor.

## Født
- Elisabeth af Habsburg